# Lista odcinków serialu anime Cardcaptor Sakura

Logo serii

Artykuł zawiera listę wszystkich wyemitowanych odcinków telewizyjnego serialu anime Cardcaptor Sakura, wyprodukowanego na podstawie mangi autorstwa grupy Clamp. Seria po raz pierwszy była emitowana w Japonii od 7 kwietnia 1998 do 21 marca 2000 na antenie NHK BS2. Za produkcję i animację odpowiadało studio Madhouse, natomiast za reżyserię Morio Asaka.

## Lista odcinków
| №  | Tytuł                                                                                                   | Reżyseria            | Scenariusz                  | Premiera             |
| -- | --- | -------------------- | --------------------------- | -------------------- |
| 1  | Sakura i tajemnicza magiczna księga Sakura to fushigi na mahō no hon (さくらと不思議な魔法の本)         | Morio Asaka          | Nanase Ōkawa                | 7 kwietnia 1998      |
| 2  | Wspaniała przyjaciółka Sakury Sakura no suteki na otomodachi (さくらのすてきなお友達)                   | Yorimichi Nakano     | Nanase Ōkawa                | 14 kwietnia 1998     |
| 3  | Ekscytująca pierwsza randka Sakury Sakura no dokidoki hatsu dēto (さくらのドキドキ初デート)             | Sunao Katabuchi      | Nanase Ōkawa                | 21 kwietnia 1998     |
| 4  | Wyczerpująca niedziela Sakury Sakura no kutakuta nichiyōbi (さくらのくたくた日曜日)                     | Nobuaki Nakanishi    | Jirō Kaneko                 | 28 kwietnia 1998     |
| 5  | Sakura, panda i cudowny sklep Sakura to panda to kawaii omise (さくらとパンダとかわいいお店)            | Mamoru Kanbe         | Hiroshi Ishii               | 5 maja 1998          |
| 6  | Sakura i wspomnienia matki Sakura to okaa-san no omoide (さくらとおかあさんの思い出)                    | Akio Sakai           | Nanase Ōkawa                | 12 maja 1998         |
| 7  | Pierwsza walka Sakury z tajemniczym złodziejem Sakura no kaitō hatsu chōsen!? (さくらの怪盗初挑戦!?)    | Kazunori Mizuno      | Jirō Kaneko                 | 19 maja 1998         |
| 8  | Rywal Sakury Sakura no raibaru, tōjō! (さくらのライバル、登場!)                                         | Sunao Katabuchi      | Nanase Ōkawa                | 26 maja 1998         |
| 9  | Sakura i tajemnicza broszka Sakura to fushigi na burōchi (さくらとふしぎなブローチ)                     | Mamoru Kanbe         | Nanase Ōkawa                | 2 czerwca 1998       |
| 10 | Sakura i kwiatowy dzień sportu Sakura to hana no undōkai (さくらと花の運動会)                           | Akio Sakai           | Hiroshi Ishii               | 16 czerwca 1998      |
| 11 | Sakura, Tomoyo i duży dom Sakura to Tomoyo to ōkina ouchi (さくらと知世と大きなお家)                    | Junichi Sakata       | Nanase Ōkawa                | 23 czerwca 1998      |
| 12 | Niekończący się dzień Sakury Sakura no owara nai ichinichi (さくらの終わらない一日)                     | Mamoru Kanbe         | Jirō Kaneko                 | 30 czerwca 1998      |
| 13 | Sakura i test siły słonia Sakura to zō no chikara kurabe (さくらとゾウの力くらべ)                       | Kazunori Mizuno      | Nanase Ōkawa, Hiroshi Ishii | 7 lipca 1998         |
| 14 | Sakura, Toya i kopciuszek Sakura to Tōya to Cinderella (さくらと桃矢とシンデレラ)                       | Shōji Yabushita      | Nanase Ōkawa                | 14 lipca 1998        |
| 15 | Sakura i wielka bitwa Kero Sakura to Kero no ōgenka (さくらとケロの大げんか)                            | Masaru Kitao         | Jirō Kaneko                 | 21 lipca 1998        |
| 16 | Sakura i tęcza wspomnień Sakura to omoide no niji (さくらと思い出の虹)                                  | Mamoru Kanbe         | Nanase Ōkawa                | 4 sierpnia 1998      |
| 17 | Sakura i przerażająca próba odwagi Sakura no kowai kimodameshi (さくらのこわーいきもだめし)             | Ken Andō             | Nanase Ōkawa                | 11 sierpnia 1998     |
| 18 | Sakura, Yukito i letni festyn Sakura to Yukito no natsumatsuri (さくらと雪兎と夏祭り)                   | Shōji Yabushita      | Nanase Ōkawa                | 18 sierpnia 1998     |
| 19 | Sakura i jej wakacyjne zadanie domowe Sakura to natsuyasumi no shukudai (さくらと夏休みの宿題)          | Mamoru Kanbe         | Jirō Kaneko                 | 1 września 1998      |
| 20 | Uczennica z wymiany rywalizująca z Sakurą Sakura to tatakau tenkōsei (さくらとたたかう転校生)           | Junichi Sakata       | Nanase Ōkawa                | 8 września 1998      |
| 21 | Bieg maratoński Sakury Sakura no nagai marason taikai (さくらのながーいマラソン大会)                    | Mamoru Kanbe         | Jirō Kaneko                 | 15 września 1998     |
| 22 | Sakura i jej fajny tata Sakura to yasashii otōsan (さくらとやさしいお父さん)                            | Kazunori Mizuno      | Hiroshi Ishii               | 22 września 1998     |
| 23 | Sakura, Tomoyo i śliczna piosenka Sakura to Tomoyo to suteki na uta (さくらと知世とすてきな歌)          | Hitoyuki Matsui      | Nanase Ōkawa                | 29 września 1998     |
| 24 | Mała przygoda Sakury Sakura no chiisana daibōken (さくらの小さな大冒険)                                 | Akira Mano           | Nanase Ōkawa Jirō Kaneko    | 6 października 1998  |
| 25 | Dwie Sakury Sakura to mō hitori no Sakura (さくらともう一人のさくら)                                    | Mamoru Kanbe         | Tomoko Ogawa                | 13 października 1998 |
| 26 | Sakura i jej piękna nauczycielka Sakura to suteki na sensei (さくらとすてきな先生)                      | Kazunori Mizuno      | Tomoyasu Ōkubo              | 20 października 1998 |
| 27 | Sakura i jej świątynia wspomnień Sakura to omoide no jinja (さくらと思い出の神社)                       | Hitoyuki Matsui      | Nanase Ōkawa                | 27 października 1998 |
| 28 | Sakura i jej magiczne karty Sakura to omajinai kādo (さくらとおまじないカード)                          | Mamoru Kanbe         | Tomoko Ogawa                | 3 listopada 1998     |
| 29 | Sakura i słodkie wypieki Sakura no amāi kukkingu (さくらのあまーいクッキング)                           | Akira Mano           | Tomoko Ogawa                | 10 listopada 1998    |
| 30 | Sakura i zraniona karta Sakura to kega wo shita kādo (さくらとケガをしたカード)                         | Mamoru Kanbe         | Jirō Kaneko                 | 17 listopada 1998    |
| 31 | Sakura i księga bez nazwy Sakura to namae no nai hon (さくらと名前のない本)                             | Kazunori Mizuno      | Nanase Ōkawa                | 24 listopada 1998    |
| 32 | Sakura, Kero i Shaoran Sakura to Kero to Syaoran to (さくらとケロと小狼と)                              | Hitoyuki Matsui      | Nanase Ōkawa                | 1 grudnia 1998       |
| 33 | Przygoda Sakury na lodzie Sakura no samui aisusukēto (さくらのさむーいアイススケート)                   | Mamoru Kanbe         | Nanase Ōkawa                | 15 grudnia 1998      |
| 34 | Sakura, Yukito i Księżyc za dnia Sakura to Yukito to hiru no tsuki (さくらと雪兎と昼の月)               | Akira Mano           | Nanase Ōkawa                | 22 grudnia 1998      |
| 35 | Cudowne Święta Sakury Sakura no suteki na kurisumasu (さくらのすてきなクリスマス)                       | Kazunori Mizuno      | Nanase Ōkawa                | 29 grudnia 1998      |
| 36 | Sakura i mroźny nowy semestr Sakura to yuki no shingakki (さくらと雪の新学期)                           | Akira Mano           | Nanase Ōkawa                | 6 kwietnia 1999      |
| 37 | Sakura i utracony głos Tomoyo Sakura to kieta Tomoyo no koe (さくらと消えた知世の声)                    | Mamoru Kanbe         | Nanase Ōkawa                | 13 kwietnia 1999     |
| 38 | Truskawkowa przygoda Sakury Sakura no tanoshii ichigo kari (さくらの楽しいいちご狩り)                   | Hitoyuki Matsui      | Tomoyasu Ōkubo              | 20 kwietnia 1999     |
| 39 | Sakura ma gorączkę Sakura no furafura netsu yōbi (さくらのふらふら熱曜日)                               | Yasumi Mikamoto      | Nanase Ōkawa                | 27 kwietnia 1999     |
| 40 | Sakura i Sakura ze snu Sakura to yume no naka no Sakura (さくらと夢の中のさくら)                        | Shigehito Takayanagi | Nanase Ōkawa                | 11 maja 1999         |
| 41 | Sakura, Li i morze piasku Sakura to Syaoran to suna no umi (さくらと小狼と砂の海)                       | Mamoru Kanbe         | Nanase Ōkawa                | 18 maja 1999         |
| 42 | Sakura i zaciemniony szkolny festiwal sztuki Sakura no makkura gakugei-kai (さくらのまっくら学芸会)     | Akira Mano           | Nanase Ōkawa                | 25 maja 1999         |
| 43 | Sakura i pożegnanie z Meilin Sakura no sayonara Meirin (さくらのさよなら苺鈴)                           | Setsuo Takase        | Nanase Ōkawa                | 1 czerwca 1999       |
| 44 | Sakura, Kero i tajemnicza nauczycielka Sakura to Kero to fushigi na sensei (さくらとケロと不思議な先生) | Mamoru Kanbe         | Nanase Ōkawa                | 8 czerwca 1999       |
| 45 | Sakura i ostatnia Karta Clow Sakura to saigo no Kurō Kādo (さくらと最後のクロウカード)                  | Yorifusa Yamaguchi   | Nanase Ōkawa                | 15 czerwca 1999      |
| 46 | Sakura i Sąd Ostateczny Sakura to saigo no shinpan (さくらと最後の審判)                                 | Shigehito Takayanagi | Nanase Ōkawa                | 22 czerwca 1999      |
| 47 | Sakura i tajemniczy uczeń z wymiany Sakura to fushigi na tenkōsei (さくらと不思議な転校生)              | Shigehito Takayanagi | Nanase Ōkawa                | 7 września 1999      |
| 48 | Sakura i Zbudzony Klucz Gwiezdny Sakura to mezameta hoshi no kagi (さくらとめざめた星の鍵)              | Mamoru Kanbe         | Nanase Ōkawa                | 14 września 1999     |
| 49 | Sakura i niebezpieczny fortepian Sakura to kiken na piano (さくらとキケンなピアノ)                      | Osamu Mikasa         | Nanase Ōkawa                | 21 września 1999     |
| 50 | Sakura, Syaoran i niewidzialna nić Sakura to Syaoran to mienai ito (さくらと小狼とみえない糸)           | Norihiko Nagahama    | Nanase Ōkawa                | 28 września 1999     |
| 51 | Sakura i wielki miś Sakura to ōki na nuigurumi (さくらと大きなぬいぐるみ)                               | Kazunori Mizuno      | Nanase Ōkawa                | 5 października 1999  |
| 52 | Sakura i owce Sakura no hitsuji chūihō?! (さくらのひつじ注意報?!)                                       | Shinichi Masaki      | Nanase Ōkawa                | 12 października 1999 |
| 53 | Sakura i spanikowany rower Sakura to panikku jitensha (さくらとパニック自転車)                          | Setsuo Takase        | Nanase Ōkawa                | 19 października 1999 |
| 54 | Sakura i Kalendarz Wspomnień Sakura to omoide no karendā (さくらと思い出のカレンダー)                   | Shōji Saeki          | Nanase Ōkawa                | 26 października 1999 |
| 55 | Sakura i Sakura z Krainy Czarów Sakura to fushigi no kuni no Sakura (さくらと不思議の国のさくら)        | Norihiko Nagahama    | Nanase Ōkawa                | 2 listopada 1999     |
| 56 | Sakura, Kero i słodkie spotkanie Sakura to kero no okashina deai?? (さくらとケロのお菓子な出会い??)     | Yorifusa Yamaguchi   | Nanase Ōkawa                | 9 listopada 1999     |
| 57 | Sakura, Shaoran i winda Sakura to Syaoran to erebētā (さくらと小狼とエレベーター)                       | Shigehito Takayanagi | Nanase Ōkawa                | 16 listopada 1999    |
| 58 | Sakura i podwójny problem Sakura to futari no dai pinchi (さくらと二人の大ピンチ)                       | Naoto Hashimoto      | Nanase Ōkawa                | 30 listopada 1999    |
| 59 | Sakura, Tomoyo i pułapka Sakura to Tomoyo to bōru no wana (さくらと知世とボールの罠)                    | Hiroyuki Tanaka      | Nanase Ōkawa                | 7 grudnia 1999       |
| 60 | Sakura i droga przyjaciółka Sakura to taisetsu na otomodachi (さくらと大切なお友達)                     | Kazunori Mizuno      | Nanase Ōkawa                | 14 grudnia 1999      |
| 61 | Sakura, kartka i prezenty Sakura to kādo to purezento (さくらとカードとプレゼント)                      | Akira Mano           | Nanase Ōkawa                | 21 grudnia 1999      |
| 62 | Sakura i dziwna wróżba Sakura to fushigi na omikuji (さくらと不思議なおみくじ)                          | Yorifusa Yamaguchi   | Nanase Ōkawa                | 4 stycznia 2000      |
| 63 | Sakura i basen z wielką falą Sakura to pūru to ōkina nami (さくらとプールと大きな波)                    | Naoto Hashimoto      | Nanase Ōkawa                | 11 stycznia 2000     |
| 64 | Sakura i szkółka narciarska Sakura to fubuki no sukii kyōshitsu (さくらと吹雪のスキー教室)              | Shigehito Takayanagi | Nanase Ōkawa                | 18 stycznia 2000     |
| 65 | Sakura, Yukito i znikająca moc Sakura to Yukito to kieyuku chikara (さくらと雪兎と消えゆく力)           | Hiroyuki Tanaka      | Nanase Ōkawa                | 15 lutego 2000       |
| 66 | Osoba, którą Sakura lubi najbardziej Sakura no ichiban suki na hito (さくらの一番好きな人)              | Kenichi Yatani       | Nanase Ōkawa                | 22 lutego 2000       |
| 67 | Sakura, Shaoran i Świątynia Tsukimine Sakura to Syaoran to Tsukimine jinja (さくらと小狼と月峰神社)     | Naoto Hashimoto      | Nanase Ōkawa                | 29 lutego 2000       |
| 68 | Sakura, przeszłość i Clow Reed Sakura to kako to Kurō Riido (さくらと過去とクロウ·リード)               | Shigehito Takayanagi | Nanase Ōkawa                | 7 marca 2000         |
| 69 | Sakura spotyka Clowa Reeda Sakura to arawareta Kurō Riido (さくらと現れたクロウ·リード)                 | Morio Asaka          | Nanase Ōkawa                | 14 marca 2000        |
| 70 | Sakura i jej uczucia Sakura to hontō no omoi (さくらと本当の想い)                                       | Hiroyuki Tanaka      | Nanase Ōkawa                | 21 marca 2000        |

### Odcinki specjalne
| № | Tytuł | Reżyseria     | Scenariusz     | Premiera odcinka |
| - | --- | ------------- | -------------- | ---------------- |
| 1 | Suteki desu wa, Sakura-chan! Tomoyo no Kādokyaputā Sakura katsuyaku bideo nikki! (すてきですわ、さくらちゃん! 知世のカードキャプターさくら 活躍ビデオ日記!)                      | Tetsurō Araki | Tsutomu Kaneko | 25 września 1998 |
| 2 | Suteki desu wa, Sakura-chan! Tomoyo no Kādokyaputā Sakura katsuyaku bideo nikki 2! (すてきですわ、さくらちゃん! 知世のカードキャプターさくら 活躍ビデオ日記 2!)                  | Tetsurō Araki | Tsutomu Kaneko | 25 września 1999 |
| 3 | Suteki desu wa, Sakura-chan! Tomoyo no Kādokyaputā Sakura katsuyaku bideo nikki supesharu! (すてきですわ、さくらちゃん! 知世のカードキャプターさくら 活躍ビデオ日記 スペシャル!) | Akane Inoue   | Tsutomu Kaneko | 25 września 1999 |